# Günther Brendel

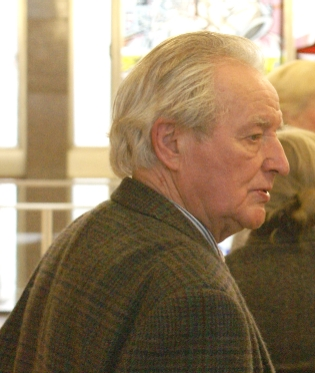
Günther Brendel im Februar 2008

Günther Brendel häufig auch Günter Brendel (* 17. Januar 1930 in Weida) ist ein deutscher Maler und Grafiker. Viele Jahre war er Professor für Malerei an der Kunsthochschule Berlin-Weißensee.

## Leben
Nach einer Ausbildung und Arbeit als Dekorationsmaler 1944–1948 in Weida studierte Günther Brendel bis 1951 an der Hochschule für Baukunst und Bildende Künste in Weimar bei Otto Herbig, Hans Hoffmann-Lederer und Hermann Kirchberger. Nach der Neuausrichtung der Hochschule hin zur Architektur setzte er sein Studium bis zum Diplom von 1951 bis 1953 in Dresden an der Hochschule für Bildende Künste bei Fritz Dähn und Rudolf Bergander fort. Als Diplomarbeit schuf er das Tafelbild Kindergarten. Hilfe für die werktätige Frau (Öl, 162 × 130 cm), das auch auf der Dritten Deutschen Kunstausstellung in Dresden ausgestellt wurde. 1954 arbeitete er kurzzeitig freischaffend in Dresden. Nach seinem Umzug nach Berlin übernahm er 1954 dort eine Assistentenstelle an der Hochschule für Bildende und Angewandte Kunst Berlin-Weißensee, wo er 1956 bis 1959 als Aspirant, von 1959 bis 1964 als Oberassistent für Malerei und danach als Dozent arbeitete. 1969 übernahm er die Professur für Malerei.
Brendel war ab 1967 Mitglied des Präsidiums des Verbands Bildender Künstler der DDR und ab 1978 Vorsitzender des Berliner Bezirksverbands. Er hatte in der DDR eine bedeutende Zahl von Einzelausstellungen und Ausstellungsbeteiligungen, u. a. an der Dritten Deutschen Kunstausstellung 1953 bis zur X. Kunstausstellung der DDR in Dresden 1987/1988. 1980 wurde er im Berliner Ausstellungszentrum am Fernsehturm mit der Ausstellung Günther Brendel und seine Schüler geehrt.
Studienreisen führten Brendel in die Sowjetunion, nach Rumänien und nach Bulgarien.

## Werke (Auswahl)

### Tafelbilder (Auswahl)
- Braunkohletagebau (Mischtechnik; ausgestellt 1958/1959 auf der Vierten Deutschen Kunstausstellung in Dresden)[2]
- Aufbau des Stadtzentrums Berlin (Öl; ausgestellt 1962/1963 auf der Fünften Deutschen Kunstausstellung in Dresden)[3]
- Paul Robeson (Mischtechnik; 1964)[3]
- Kinderbildnis (Öl; 1966; im Bestand der Nationalgalerie Berlin)[3]
- Familie (Gouache; 1966/1967; ausgestellt 1967/1968 auf der VI. Kunstausstellung der DDR)[3]
- Die Parteigruppe berät (Öl; 1970/1971; ausgestellt 1972/1973 auf der VII. Kunstausstellung der DDR)[3]
- Großes Stillleben (Dispersionsfarben; 1975/1976; Bild für die Galerie im Palast der Republik)[3]
- Porträt Prof. Wolfgang Heinz (Öl; 1981/1982; ausgestellt 1982/1983 auf der IX. Kunstausstellung der DDR)[3]
- Konzert für Bauarbeiter (Öl und Tempera; 1985; ausgestellt 1987/1988 auf der X. Kunstausstellung der DDR)[3]

### Zeichnungen (Auswahl)
- Pythagoras mit Spiralen (Tusche auf Karton, 60 × 50 cm, 1992; Kunsthalle der Sparkasse Leipzig)[4]

### Baugebundene Kunst (Auswahl)
- Entwurf für den Bildfries Das Leben in der DDR aus Meißner Porzellan im Bankettsaal des damaligen Staatsratsgebäudes in Berlin; 1964[5]

## Einzelausstellungen
- 1956, 1980, 2007 und 2008 Berlin
- 1967 Casablanca
- 1968 Weißenfels
- 1970 Rudolstadt

## Auszeichnungen
- 1960 Erich-Weinert-Medaille (insbesondere für sein Gemälde Fest der Jugend)
- 1964, 1969 und 1975 Kunstpreis des FDGB
- 1967 Kunstpreis der DDR
- 1969 und 1979 Goethepreis der Stadt Berlin
- 1971 Nationalpreis der DDR
- 1973 Theodor-Körner-Preis
- 1976 Orden Banner der Arbeit